# Cărpeniș
Cărpeniș – wieś w Rumunii, w okręgu Ardżesz, w gminie Cepari. W 2011 roku liczyła 540 mieszkańców.